# Metagonia bifida
Metagonia bifida is een spinnensoort uit de familie trilspinnen (Pholcidae). De soort komt voor in Brazilië en is de typesoort van het geslacht Metagonia.